# Echter Rotdorn
Rotdorn (Crataegus laevigata ‚Paul’s Scarlet‘ + Punicea + Punicea Flore Pleno) nennt man die weit verbreiteten Kulturformen der Pflanzenart Zweigriffeliger Weißdorn (Crataegus laevigata (Poir.) DC.) aus der Gattung der Weißdorne (Crataegus) in der Familie der Rosengewächse (Rosaceae). 
Auch rotblühende Formen des Eingriffeligen Weißdorns (Crataegus monogyna Jacq.) werden als Rotdorn bezeichnet, es gibt auch verschiedene Hybride.
Der Rotdorn wächst als tiefwurzelnder dichter Strauch oder bis zu zehn Meter hoher Baum. Er kommt vor allem in Europa und Nordafrika verwildert in Gebüschen und an Waldrändern bis in Höhenlagen von 1000 Meter vor. Der Echte Rotdorn bevorzugt kalkhaltige Lehm- oder Tonböden, wird jedoch vor allem als Ziergehölz in Gärten und an Straßen eingesetzt. Der Echte Rotdorn ist extrem frosthart und zeigt sich auch gegen Hitze und Stadtklima widerstandsfähig.
Die Blütezeit reicht von Mai bis Juni. Die zwittrigen, etwas unangenehm riechenden Blüten sind einfach oder gefüllt, karminrot und enthalten Procyanidine. Anders als die ungefüllten Formen bildet der Echte Rotdorn nur wenige Früchte.